# Exaeretia mongolicella
Exaeretia mongolicella is een vlinder uit de familie grasmineermotten (Elachistidae). De wetenschappelijke naam is voor het eerst geldig gepubliceerd in 1882 door Christoph.
De soort komt voor in Europa.